# 小行星9234
小行星9234（英語：9234 Matsumototaku）是一颗围绕太阳公转的小行星。1997年2月3日，小林隆男在大泉天文台发现了此天体。
这颗小行星的绝对星等为195.11342899等。